# Kościół św. Józefa w Sokolińcu
Kościół św. Józefa w Sokolińcu – katolicki kościół filialny zlokalizowany we wsi Sokoliniec w gminie Recz, w powiecie choszczeńskim (województwo zachodniopomorskie). Należy do parafii św. Jana Kantego w Wapnicy.

## Historia i architektura
Murowany z kamienia kościół został wzniesiony w 1889 roku na miejscu wcześniejszej, XV-wiecznej świątyni. Jest to budowla salowa, orientowana, sytuowana na planie prostokąta, z zamkniętym trójbocznie absydalnym prezbiterium od strony wschodniej. Nawę nakrywa dach dwuspadowy, w narożnikach znajdują się sterczyny. Przy elewacji południowej dostawiona jest ceglana kruchta. Od strony zachodniej do kościoła przylega czworoboczna wieża dzwonna, starsza od kościoła, wzniesiona w XV wieku. Ściany zewnętrzne nawy i wieży są otynkowane. Wokół kościoła znajduje się teren dawnego cmentarza.
Wnętrze kościoła nakrywa pozorne, drewniane sklepienie. Nad wejściem umieszczona jest empora chórowa. Prezbiterium oddzielone jest od nawy stopniowym podwyższeniem. W oknach znajdują się witraże, wykonane w 1972 roku.
Po II wojnie światowej kościół został poświęcony jako świątynia katolicka w dniu 19 marca 1946 roku.